# Michel de Decker
Pour les articles homonymes, voir Decker.
Michel de Decker, né le 23 janvier 1948 à Saint-Pol-sur-Mer (Nord) et mort le 17 août 2019  à Rouen (Seine-Maritime), est un écrivain et un chroniqueur français spécialisé en histoire.

## Carrière

### Enseignant
Dans les années 1970, Michel de Decker enseigne l'histoire, et notamment au profit des bénéficiaires de l’association et institut thérapeutique éducatif et pédagogique « Les Fontaines de Vernon ». Sa rencontre avec André Castelot, son mentor, remonte à l'année 1974 où le premier présente au second un jeu de son invention Au Hasard de l'Histoire.
Michel de Decker se situe dans la lignée d'André Castelot et Alain Decaux, avec lesquels il a participé, à plusieurs reprises — la première fois en mai 1980— à La Tribune de l'Histoire sur France Inter.

### Auteur et producteur
À partir de 1987, il préside la société des auteurs de Normandie.
Michel de Decker est l'auteur d'une trentaine de titres, publiés chez Perrin, Belfond, Pygmalion, Lafon, OREP.
Il aussi producteur d'émissions, chroniqueur historique sur France Bleu et conférencier.
Dès avril 2011, il rédige une rubrique nommée Journal de bord de ma Normandie bleue dans le magazine Patrimoine normand.

### Chroniqueur à la télévision

#### ÉmissionSecrets d'Histoire
A partir de 2007, Michel de Decker collabore régulièrement à l'émission Secrets d'histoire présentée par Stéphane Bern sur France 2.
En tant que chroniqueur historique, il a participé notamment aux numéros suivants :
| Saison | Titre                                                | Description |
| ------ | ---------------------------------------------------- | --- |
| 2015   | Désirée Clary, Marseillaise... et reine de Suède     | Portrait de Désirée Clary                                                                                              |
| 2015   | La marquise de Sévigné, l'esprit du Grand Siècle     | Portrait de Madame de Sévigné                                                                                          |
| 2015   | Aliénor d'Aquitaine, une rebelle au Moyen Âge        | Portrait d’Aliénor d'Aquitaine, reine de France puis reine d’Angleterre .                                              |
| 2015   | Comment devient-on Napoléon ?                        | Portrait de l’empereur Napoléon Ier                                                                                    |
| 2015   | Louis XVI, l'inconnu de Versailles                   | Portrait du roi Louis XVI                                                                                              |
| 2015   | Louis XIV, le roi est mort, vive le roi !            | Portrait du roi Louis XIV                                                                                              |
| 2016   | Les femmes de la Révolution                          | Portrait de Madame Tallien, Charlotte Corday, Olympe de Gouges, Théroigne de Méricourt, Madame Roland, Madame de Staël |
| 2016   | La Grande Mademoiselle : une rebelle sous Louis XIV  | Portrait de Anne-Marie-Louise d'Orléans, dite la Grande Mademoiselle                                                   |
| 2016   | La Du Barry : coup de foudre à Versailles            | Portrait de Madame du Barry                                                                                            |
| 2017   | Moulay Ismaïl : le Roi-Soleil des mille et une nuits | Portrait du sultan Moulay Ismaïl                                                                                       |
| 2018   | Blanche de Castille, la reine mère a du caractère... | Portrait de la reine Blanche de Castille                                                                               |
| 2019   | Chevalier d'Éon, sans contrefaçon je suis un espion  | Portrait de Charles d'Éon de Beaumont, dit le chevalier d’Éon                                                          |

#### Autres émissions
De même à partir de 2013, on le retrouve dans les premières saisons de l'émission Sous les jupons de l'Histoire, présentée par Christine Bravo sur Chérie 25. L'historien est aussi, à plusieurs reprises, l'invité de Philippe Bouvard pour Les Grosses Têtes.
En 2014, il participe à l'épisode no 3 de l'émission diffusée sur M6 L'Histoire au quotidien : XIXe siècle, de Napoléon à la tour Eiffel : le siècle qui a changé la vie des Français.

## Décès
Le 17 août 2019, Michel de Decker meurt à 71 ans, des suites d'un cancer.
Stéphane Bern, présentateur de l'émission Secrets d'histoire, publie un hommage à Michel de Decker après l'annonce de son décès : « Je lui dois beaucoup et l'émission lui doit beaucoup. Il a fait les beaux jours de cette émission pendant plus de dix ans. C'est un rendez-vous auquel il était très attaché »,.
Les obsèques de l'auteur ont lieu, dans le quartier de Vernonnet, à l'église Saint-Nicolas, le vendredi 23 août.

## Vie privée
En 1952, sa famille  de six frères débarque à Tillières-sur-Avre lorsque son père vient travailler au LRBA qui vient d'ouvrir en 1946.
Michel de Decker habitait à Notre-Dame-de-l'Isle, village très proche de celui de Port-Mort, cher à André Castelot.

## Œuvres
1. La Princesse de Lamballe, Paris, Perrin, 1979, 283 p. et 16 p. de planches - Lauréat 1980 du prix Feydeau de Brou [23]  (ISBN 978-2756400549)
2. Histoires de Vernon-sur-Seine, … , Giverny et d'alentour, Condé-sur-Noireau, Charles Corlet, 1982, 205 p. (ISBN 2-85480-035-4, présentation en ligne).
3. Les animaux qui ont une histoire, prix Jacques-Lacroix 1994[24]  (ISBN 978-2864771258)
4. La Bête Noire du Château de Jeufosse, Luneray, Bertout, La Mémoire Normande, 1996  (ISBN 2-86743-256-1)
5. Le prince des imposteurs, Paris, Michel Lafon, 1996  (ISBN 2-84098-211-0)
6. Mille ans normands, Luneray, Bertout, 1999  (ISBN 2850231290)
7. La Princesse de Lamballe : Mourir pour la reine, Paris, Pygmalion-G. Watelet, 1999, 293 p.  (ISBN 9782857045854)
8. Les Jeunes Amours de Louis XV, Paris, Pygmalion, 2000  (ISBN 2840573962)
9. Louis XIV, le Bon Plaisir du Roi, Paris, Belfond, 2000  (ISBN 2714435858); Paris, Le Grand Livre du Mois, 2000 ; Paris, France Loisirs, 1998 en ligne
10. Pendu de soirée, coécrit avec Dominique Jory, Paris, Maîtres Jacques, 2000  (ISBN 2912047196) ; réédition Paris, France Loisirs, collection Piment
11. Guillaume le Conquérant, Luneray, Bertout, 2001  (ISBN 978-2867434440)
12. La Duchesse d'Orléans, Paris, Pygmalion, 2001  (ISBN 978-2-85704-693-6)
13. Hugo, Victor pour ces dames, Paris, Belfond, 2002  (ISBN 9782714437327) en ligne
14. Diane de Poitiers, Paris, Pygmalion, 2002  (ISBN 9782857049517)
15. Talleyrand, les beautés du diable, 228 pages, Paris, Belfond, 2003 ; rééd. Paris, Place des éditeurs, 2010  (ISBN 9782714448460)
16. Gabrielle d'Estrées – Le grand amour de Henri IV, Paris, Pygmalion, 2003  (ISBN 9782857048640)
17. Napoléon – Les plus belles conquêtes de l'Empereur, Paris, Belfond, 2004  (ISBN 9782714439970)
18. Marie-Antoinette – Les dangereuses liaisons de la Reine, Paris, Belfond, 2005  (ISBN 978-2286017521)
19. La Marquise des Plaisirs – Madame de Pompadour, Paris, Pygmalion, 2007  (ISBN 978-2857049487)
20. Les Grandes Heures de la Normandie, Paris, Pygmalion, 2007  (ISBN 978-2756401300)
21. Napoléon III ou l'Empire des sens, Paris, Belfond, 2008, Prix Pierre-Gaxotte 2008 [25]  (ISBN 9782714448491)
22. La Reine Libertine - La Reine Margot, Paris, Pygmalion, 2009  (ISBN 9782756403427)
23. Claude Monet, une vie, Paris, Perrin, 1992  (ISBN 2262005923)
24. Un jour en Normandie, 2 tomes, Nonant, OREP, 2009  (ISBN 978-2915762860) &  (ISBN 978-2815100120)
25. La Normandie racontée à Mathilde, Nonant, OREP, 2010  (ISBN 978-2-8151-0025-0)
26. Henri IV, les dames du Vert Galant, Paris, Belfond, 2010  (ISBN 978-2714447852)
27. Alexandre Dumas, un pour toutes, toutes pour un, Paris, Belfond, 2010  (ISBN 978-2714445070)
28. 12 corsets qui ont changé l'histoire, Paris, Pygmalion, 2011  (ISBN 978-2756404264)
29. Le roman vrai de Ninon de Lenclos, 228 pages, Paris, Belfond, 2012  (ISBN 978-2714448347)
30. Petites et grandes histoires de Normandie, OREP, 2015  (ISBN 978-2-8151-0271-1)
31. L'Eure du temps  (tome 1, 357 p. Bertout, 1995  (ISBN 2867432243) - tome 2, 253 p. Bertout, 1997,  (ISBN 2867432243))
32. Le chevalier d'Éon, 276 p., France Empire, 1998  (ISBN 2704808538)
33. La veuve Égalité, 301 p., Perrin, 1981  (ISBN 978-2-262-00233-6)
34. Les meilleurs imposteurs de l'histoire, 280 p., Criterion,  (ISBN 2903702624)
35. Madame de Montespan, la favorite du Roi-Soleil à son zénith, 276 p., Pygmalion 2010  (ISBN 2756403172)
36. Un siècle d'Images à Vernon, avec Éric Wilmart (illustrations), 1986  (ISBN 9782950165800)
37. Curiosités de Normandie, 200 p., OREP, 2018  (ISBN 2815104415)
38. Mes secrets d'histoire en Normandie, 240 p., OREP,  (ISBN 978-2-8151-0365-7)
39. Nos amis les hommes, 320 p., OREP,  (ISBN 978-2-8151-0036-6)

## Préfacier
1. Ludovic Miserole (préf. Michel de Decker), Zamor : le nègre républicain, Saint-Romain-de-Colbosc, L'Atelier Mosésu, 2015, 360 p. (ISBN 979-10-92100-50-1).
2. Jean Mineray (préf. Michel de Decker), Gaillon, un château, des villages, des histoires…, Luneray, Bertout, 1984, 311 p. (ISBN 2-86743-023-2).
3. Karine Lebert (préf. Michel de Decker), Les demoiselles de Beaune…, Presses de la Cité, 2017, 237 p. (ISBN 978-2-258-11855-3 et 2-258-11855-7, lire en ligne).

## Distinctions
- Chevalier de l'ordre des Palmes académiques (2002)
- Chevalier de l'ordre des Arts et des Lettres (16 septembre 2000)